# Мур, Стивен (регбист)
Стивен Томас Мур (англ. Stephen Thomas Moore, родился 20 января 1983 в Хамис-Мушайте) — австралийский регбист, выступающий в Супер Регби за клуб «Брамбиз» и сборную Австралии на позиции хукера. Бронзовый призёр чемпионата мира 2011 года. С 2015 года — капитан сборной Австралии.

## Карьера
Стивен Мур родился в 1983 году в Саудовской Аравии в семье выходцев из Ирландии. В середине 1980-х семья Мура переехала в ирландский Туам, а потом перебралась в Австралию, поселившись в Брисбене.
В Австралии Мур учился в университете Квинсленда, а также параллельно с этим играл за университетскую команду по регби. Тогда же он дебютировал в молодёжной сборной Австралии. В 2003 году Мур впервые в карьере сыграл в Супер Регби в составе «Квинсленд Редс».
В 2005 году Стивен Мур впервые вышел на поле в матче сборной Австралии против сборной Самоа. В сентябре 2007 года Стивен дебютировал на Кубке мира по регби в игре с японцами, которую австралийцы легко выиграли со счётом 91-3. Также Мур выходил на поле в остальных матчах группового этапа против Уэльса, Фиджи и Канады и в четвертьфинале с англичанами, где австралийцы уступили 12-10 и выбыли из борьбы за победу.
В 2009 году Мур перешёл из «Квинсленд Редс» в столичную команду «Брамбиз». В 2011 году Стивен был ключевым игроком сборной Австралии, которая выиграла Кубок трёх наций, а также выступал на чемпионате мира в Новой Зеландии, где «воллабис» завоевали бронзовые медали.
В 2015 году Стивен Мур был заявлен в состав сборной на свой третий чемпионат мира, а также назначен капитаном сборной Австралии на этот турнир.